# Peridroma goughi
Peridroma goughi là một loài bướm đêm trong họ Noctuidae.